# Појас Газе
Појас Газе (арап. قطاع غزة []) је уски приобални појас на источном Медитерану у области Блиског истока. Ово је мањи и територијално издвојени део делимично признате палестинске државе, јер њен већи део чини Западна обала, а не постоји копнени ни водени пут који повезује ова два дела Палестине. Део је територије коју је Израел окупирао 1967. године, током шестодневног рата, а политички статус регије је предмет преговора, неспоразума и сукоба. Тренутну власт над овим подручјем у потпуности врши Држава Палестина. У претходном периоду, управу је вршила палестинска аутономна власт (1994—2007) и Хамасова влада у Појасу Газе (2007—2014 и 2016—), која је била супротстављена палестинској влади на Западној Обали. У области живи око 2,3 милиона људи, а површина је око 360 km². Главни град је Газа, по којем и цела област носи име. Остали већи градови су Рафа и Кан Јунис. Већину становништва чине палестинске избеглице протеране за време ратова са Израелом.

## Историја
Од 1948. године и Арапско-израелског рата престаје управа Уједињеног Краљевства над Палестином, а Газа је припала арапској држави Египат. Египатска војска тада улази у Газу и влада до Шестодневног рата 1967. године, када Израел окупира ову територију. Овакво стање је трајало до 1994. године када се у Ослу постиже договор, а израелска војска се повлачи и дозвољава стварање палестинске аутономне власти. Потпуно повлачење израелске војске, укључујући и расељавање и напуштање јеврејских насеља се дешава 2005. године. Иако је ова територија независна од Израела, ипак није потпуно суверена. Израел још увек контролише ваздушни простор и обалу. Под контролом Израела је био и узан појас границе између Газе и Египта, а Израел је контролисао усељавање и исељавање из ове области као и проток роба (овај режим граничне блокаде према Египту је касније промењен).
Од 2006. године је палестинска управа у Гази у рукама радикалног политичког покрета Хамас који је веома ратоборно расположен према Израелу. Ово је током 2007. године изазвало грађански рат између Палестинаца који су подржавали Фатах и Хамас. Хамас је потпуно преузео контролу над Газом, након чега је уследило затварање граница од стране Израела, док је Хамас своју власт учвршћивао дискриминишући Фатах, али и друге верске мањине. Тада почиње ракетирање израелских градова са територије Газе које се током 2008. године заоштрава током неколико сукоба од којих је најобимнији онај који је почео 27. децембра и у коме је услед израелске акције погинуло на стотине Палестинаца.

### Израелско бомбардовање Газе (2023)
Дана 7. октобра 2023. године, паравојне формације у Гази, предвођене Хамасовим бригадама Ал-Касам, извршиле су напад на југозапад израелских територија, гађајући израелске заједнице и војне базе, убивши најмање 1.300 људи и узевши најмање 236 талаца. Израел је 9. октобра 2023. објавио рат Хамасу и увео „потпуну блокаду“ појаса Газе, а израелски министар одбране Јоав Галант је изјавио: „Неће бити струје, хране, горива, све је затворено. Боримо се са људским животињама и понашамо се у складу са тим.“ Галант је променио став након притиска америчког председника Џоа Бајдена, а 19. октобра је склопљен договор да Израел и Египат дозволе помоћ у Гази. Газа тренутно пролази кроз тешку хуманитарну кризу. До 13. новембра 2023. године, једна од 200 особа у Гази је убијена, а до јануара 2024. је убијена једна од 100.
Од 29. октобра 2024. године, према подацима Министарства здравља Газе, убијено је најмање 43.000 Палестинаца, укључујући преко 16.000 деце. Више од 85% Палестинаца у Гази, или око 1,9 милиона људи је интерно расељено. Од јануара 2024. године, израелска офанзива је оштетила или уништила 70–80% свих зграда у северној Гази.
Прекид ватре између Израела и Хамаса ступио је на снагу 19. јануара 2025.